# Michael Latta
Michael Latta (* 25. Mai 1991 in Kitchener, Ontario) ist ein ehemaliger kanadischer Eishockeyspieler, der im Verlauf seiner aktiven Karriere zwischen 2007 und 2022 unter anderem 117 Spiele für die Washington Capitals in der National Hockey League (NHL) auf der Position des Centers bestritten hat. Darüber hinaus absolvierte Latta weitere 320 Partien in der American Hockey League (AHL).

## Karriere
Michael Latta wurde in Kitchener geboren und wuchs im anliegenden St. Clements auf. In seiner Jugend spielte er für die Waterloo Wolves in Waterloo, ehe er in der Priority Selection 2007 der Ontario Hockey League (OHL) an sechster Position von den Ottawa 67’s ausgewählt wurde. In seinem ersten Jahr in einer der drei höchsten Juniorenligen Kanadas erzielte der Center 28 Punkte in 50 Spielen; zudem hätte er an der World U-17 Hockey Challenge 2008 teilnehmen sollen, verpasste das Turnier allerdings aufgrund einer Erkrankung. Nachdem er in seiner zweiten Saison bei den 67’s nur 23 Spiele absolviert hatte, wurde er im November 2008 zu den Guelph Storm transferiert, die im Gegenzug Anthony Nigro, Travis Gibbons und ein Zweitrunden-Wahlrecht für die Priority Selection des nächsten Jahres nach Ottawa schickten. Latta forcierte diesen Wechsel, um näher an seiner Familie zu sein, so ist Ottawa über fünf Fahrstunden entfernt, während Guelph weniger als 50 Kilometer entfernt liegt.
Bis zum Ende der Spielzeit erzielte der Kanadier 36 Scorerpunkte in Guelph und wurde im anschließenden NHL Entry Draft 2009 an 72. Position von den Nashville Predators ausgewählt. Zuvor war er Bestandteil des Aufgebots beim CHL Top Prospects Game 2009 gewesen. Seine Leistung steigerte er deutlich, als er im Folgejahr deutlich über einen Punkt pro Spiel verbuchte (73 in 58 Spielen). Aufgrund dessen beriefen ihn die Milwaukee Admirals, das Farmteam der Predators aus der American Hockey League (AHL), in ihren Playoff-Kader, sodass er am Ende der Spielzeit zu seinem Profi-Debüt kam. Vorerst blieb es bei diesem einen Einsatz, dem in der folgenden Saison 2011/12 nur insgesamt elf folgen sollten; den Rest der Spielzeit verbrachte er weiterhin in der OHL.
Mit Beginn der Saison 2012/13 war Latta ein fester Bestandteil des Aufgebots der Admirals und absolvierte 67 Einsätze in der AHL. Im April 2013 wurde er dann gemeinsam mit Martin Erat zu den Washington Capitals transferiert, die im Gegenzug Filip Forsberg an die Predators abgaben. Dies hatte zur Folge, dass der Angreifer den Rest der AHL-Saison bei den Hershey Bears verbrachte, dem Farmteam der Capitals.
Die Saison 2013/14 verbrachte er im regelmäßigen Wechsel zwischen NHL und AHL, wobei im Endeffekt 17 Einsätze für die Capitals zu Buche standen. Nachdem sein Vertrag im Sommer 2014 um zwei Jahre verlängert wurde, etablierte sich Latta im Kader der Capitals und spielte seitdem ausschließlich in der National Hockey League. Nach der Spielzeit 2015/16 erhielt Latta keinen neuen Vertrag in Washington und schloss sich in der Folge im Juli 2016 als Free Agent den Los Angeles Kings an. Dort wurde er allerdings nur bei den Ontario Reign in der AHL eingesetzt und schließlich im Januar 2017 im Tausch für Cameron Schilling an die Chicago Blackhawks abgegeben. Er beendete die Saison bei deren Farmteam, den Rockford IceHogs, und erhielt nach dem Ende der Spielzeit keinen weiterführenden Vertrag von den Blackhawks. In der Folge wechselte Latta im Juli 2017 als Free Agent zu den Arizona Coyotes. Dort kam er ausschließlich bei den Tucson Roadrunners in der AHL zum Einsatz, bevor man ihn im Dezember 2017 im Tausch für Ryan Kujawinski an die New Jersey Devils abgab.
Im Sommer 2018 verließ Latta erstmals Nordamerika und schloss sich Kunlun Red Star aus der Kontinentalen Hockey-Liga (KHL) an. Für Kunlun erzielte er 15 Scorerpunkte in 51 KHL-Partien. Im Januar 2021 wurde er vom österreichischen Klub Graz 99ers aus der ICE Hockey League verpflichtet. Nach dem Ende der Saison 2020/21 war er zunächst ohne Anstellung, ehe er im Oktober 2021 einen Zwei-Monats-Vertrag beim HC Litvínov aus der Extraliga unterschrieb. Die Spielzeit beendete er abermals bei den Graz 99ers.

## Erfolge und Auszeichnungen
- 2009 Teilnahme am CHL Top Prospects Game

## Karrierestatistik
(Legende zur Spielerstatistik: Sp oder GP = absolvierte Spiele; T oder G = erzielte Tore; V oder A = erzielte Assists; Pkt oder Pts = erzielte Scorerpunkte; SM oder PIM = erhaltene Strafminuten; +/− = Plus/Minus-Bilanz; PP = erzielte Überzahltore; SH = erzielte Unterzahltore; GW = erzielte Siegtore; 1 Play-downs/Relegation; Kursiv: Statistik nicht vollständig)